# Старосепяшево
Старосепя́шево (рос. Старосепяшево, башк. Иҫке Сәпәш) — присілок у складі Альшеєвського району Башкортостану, Росія. Входить до складу Ібраєвської сільської ради.
Населення — 133 особи (2010; 162 в 2002).
Національний склад:
- башкири — 91 %